# Gunnar Dedio
Gunnar Dedio (* 1969 en Rostock, Alemania ) es un productor de cine alemán y empresario de medios. Es el fundador y director general de la productora de cine LOOKSfilm.

## Biografía
En 1995 Gunnar Dedio fundó la productora de cine LOOKSfilm. Paralelamente a su trabajo como productor y director, completó un entrenamiento ejecutivo en la INSEAD, en el International Institute for Management Development (IMD) y en la Escuela de Administración y Dirección de Empresas Sloan del MIT. En la INSEAD le dieron clase Manfred F.R. Kets de Vries, Roger Lehman y Eric van der Loo y en 2016 obtuvo el “Executive Master in Coaching and Consulting for Change” (EMCCC Wave 21).

## Productor
Dedio se hizo conocido internacionalmente por la docuserie de 10 capítulos Life Behind the Wall (2004), por la que ganó en 2005 el premio Adolf Grimme (entre otros).
En 2011 Dedio produjo la serie dramática documental 14-Diarios de la Primera Guerra Mundial (2014), desarrollada por él y el director Jan Peter. La serie, varias veces galardonada, se emitió por primera vez en Arte y en Das Erste, más adelante les siguieron otros canales internacionales. En EE. UU. 14-Diarios de la Primera Guerra Mundial se emitió en Netflix.
Cuba Libre (2016), La era de los tanques (2017), y Bobby Kennedy for President (2018) son otras producciones y coproducciones de Dedio en colaboración con Netflix.
Clash of Futures (2018), la continuación de 14-Diarios de la Primera Guerra Mundial, también fue desarrollada por Dedio y Jan Peter y producida por LOOKSfilm. La serie sobre los tiempos entre guerras mundiales surgió en colaboración con 23 canales internacionales y se emitió por primera vez en septiembre de 2018 en el canal Arte.
Desde 2010, Dedio también produce largometrajes como la coproducción varias veces galardonada Michael Kohlhaas (2013) con Mads Mikkelsen y Bruno Ganz, Mademoiselle Paradis (2017) con Maria Dragus y Devid Striesow y A Gentle Creature (Krotkaya, 2017) de Sergei Loznitsa.

## Filmografía
- 2001: Henker - La muerte tiene cara (documental, dirigido por Jens Becker)
- 2003: Genesis II (serie documental)
- 2003: Schachmatt (documental, ganador de Romy: "Premio Especial del Jurado")
- 2004: Damals in der DDR/Behind the wall(serie documental, ganadora del Premio Grimme 2005)
- 2006: Napoleón y los alemanes (serie documental)
- 2007: En el momento después de la guerra (serie documental)
- 2007: Hitler y Mussolini (documental)
- 2008: De vuelta en Prusia Oriental (serie documental)
- 2008: Hitler y Stalin - Retrato de una hostilidad (documental)
- 2008: En el camino en América (serie documental)
- 2008: De tiburones y humanos (serie documental)
- 2009: Ein Traum in Erdbeerfolie - (Comrade Couture) (documental)
- 2010: Die Wilde Farm (película documental)
- 2010: Mein Germany (documentación)
- 2010: Por las carreteras de Sudáfrica (serie documental)
- 2011: La traición de Churchill a Polonia (documental)
- 2011: Geheimsache Wall - La historia de una frontera con Alemania (documental)
- 2013: Michael Kohlhaas (largometraje, dirigido por Arnaud de Pallières), galardonada con el César 2014 a la Mejor Música y Mejor Sonido
- 2013: Fuegos artificiales de fascinación (documentación)
- 2013: Michel Petrucciani - Body and Soul  (película documental, dirigida por Michael Radford)
- 2013: Stadtschloß (documental)
- 2014 14-Diarios de la Primera Guerra Mundial (la serie) (series de ficción documental, dirigido por Jan Peter)
- 2014: Manos Pequeñas Guerra grande (serie de drama para niños, dirigido por Matthias Zirzow)
- 2014: En la guerra (documental en 3D, dirigida por Niko Vialkowitsch)
- 2014: Annihilation (serie documental, dirigido por William Karel)
- 2015: Erich Mielke - Master of Fear (documental, dirigido por Jens Becker, Maarten van der Duin)
- 2016: Cuba Libre (serie documental, dirigido por Emmanuel Amara, Kai Christiansen, Florian Dedio)
- 2016: My friend Rockefeller (documental, dirigido por Steffi Kammerer)
- 2016: A Gentle Creature/Krotkaya (largometraje, dirigido por Sergei Loznitsa)
- 2017: Dreams of a New World (serie documental, dirigido por Kai Christiansen)
- 2017: La era de los tanques (serie documental, dirigido por Florian Dedio)
- 2017: Mademoiselle Paradis (largometraje, dirigido por Barbara Albert)
- 2018: Bobby Kennedy for President (documental, dirigido por Dawn Porter)
- 2018: 18 - Clash of Futures (series de ficción documental, dirigido por Jan Peter)

## Libros
- con Jens Becker: Die letzten Henker. Das Neue Berlin, Berlin 2002, ISBN 978-3-360-00969-2.
- con Florian Dedio: "14 - Tagebücher des Ersten Weltkrieges." Bucher Verlag, München 2014, ISBN 978-3-765-82041-0.

## Premios
- 2005: Premio Grimme por Damals in der DDR
- 2004: Premio Hans Klein por Damals in der DDR